# Rainbow Rowell
Rainbow Rowell (Nebraska, 24 febbraio 1973) è una scrittrice statunitense.

## Biografia
Rowell ha lavorato come editorialista e copywriter pubblicitaria presso l'Omaha World-Herald dal 1995 al 2012.
Dopo aver lasciato la sua posizione di editorialista, Rowell iniziò a lavorare per un'agenzia pubblicitaria; in questo periodo iniziò a scrivere Per l'@more basta un clic, suo primo romanzo, interrompendo l'attività con la nascita del suo primo figlio; il suo primo romanzo fu pubblicato nel 2011, e fu considerato da Kirkus Reviews tra i migliori debutti dell'anno. Nel 2013 i suoi libri Eleanor & Park e Fangirl sono stati nominati dal New York Times come due dei migliori romanzi young adult dell'anno; Amazon ha scelto Eleanor & Park come uno dei 10 migliori libri del 2013 e Goodreads lo ha classificato come il miglior romanzo young adult dell'anno.
Nel gennaio 2014, la Rowell ha firmato un contratto di due libri con la First Second per la realizzazione di due graphic novel per young adult, il primo dei quali sarà illustrato da Faith Erin Hicks. Il suo quarto romanzo, Ti chiamo sul fisso, è stato pubblicato l'8 luglio 2014. 
Nel dicembre 2014 è stata annunciata l'uscita del quinto libro della Rowell, Carry On, pubblicato il 6 ottobre 2015; il 24 settembre 2019 è uscito il sequel di quest'ultimo romanzo, Un eroe ribelle, mentre l'ultimo capitolo della trilogia (Any Way The Wind Blows), sarà pubblicato nel luglio 2021. Nel 2019, è stato annunciato che la Picturestart ha acquisito i diritti per la produzione di un film su Eleanor & Park, con la Rowell come produttrice esecutrice e sceneggiatrice.

## Vita privata
Rowell vive a Omaha, nel Nebraska, con suo marito e i due figli.

## Opere

### Young adult
- Per una volta nella vita - Eleanor & Park (Eleanor & Park)
- Fangirl

### Trilogia di Simon Snow
- Carry On
- Un eroe ribelle (Wayward Son)
- Dove soffia il vento (Any Way The Wind Blows)

### Adulti
- Per l'@more basta un clic (Attachments)
- Ti chiamo sul fisso (Landline)

### Racconti
- My True Love Gave To Me: Twelve Holiday Stories
- Kindred Spirits
- The Prince and the Troll

### Fumetti
- Runaways, illustrazioni di Kris Anka.
- Pumpkinheads, illustrazioni di Faith Erin Hicks.